# Cylindromyrmex godmani
Cylindromyrmex godmani é uma espécie de inseto do gênero Cylindromyrmex, pertencente à família Formicidae.